# Prepusa alata
Prepusa alata är en gentianaväxtart som beskrevs av C. Porto och Brade. Prepusa alata ingår i släktet Prepusa och familjen gentianaväxter. Inga underarter finns listade i Catalogue of Life.